# Sodówka nadmorska
Sodówka nadmorska (Suaeda maritima (L.) Dumort.) – gatunek rośliny w różnych systemach klasyfikacyjnych włączany do rodziny komosowatych lub szarłatowatych.

## Rozmieszczenie geograficzne
Gatunek kosmopolityczny. W Europie występowała na wybrzeżach morskich. W Polsce rósł w XIX w. u ujścia Świny, Dziwny i koło Kołobrzegu.

## Morfologia

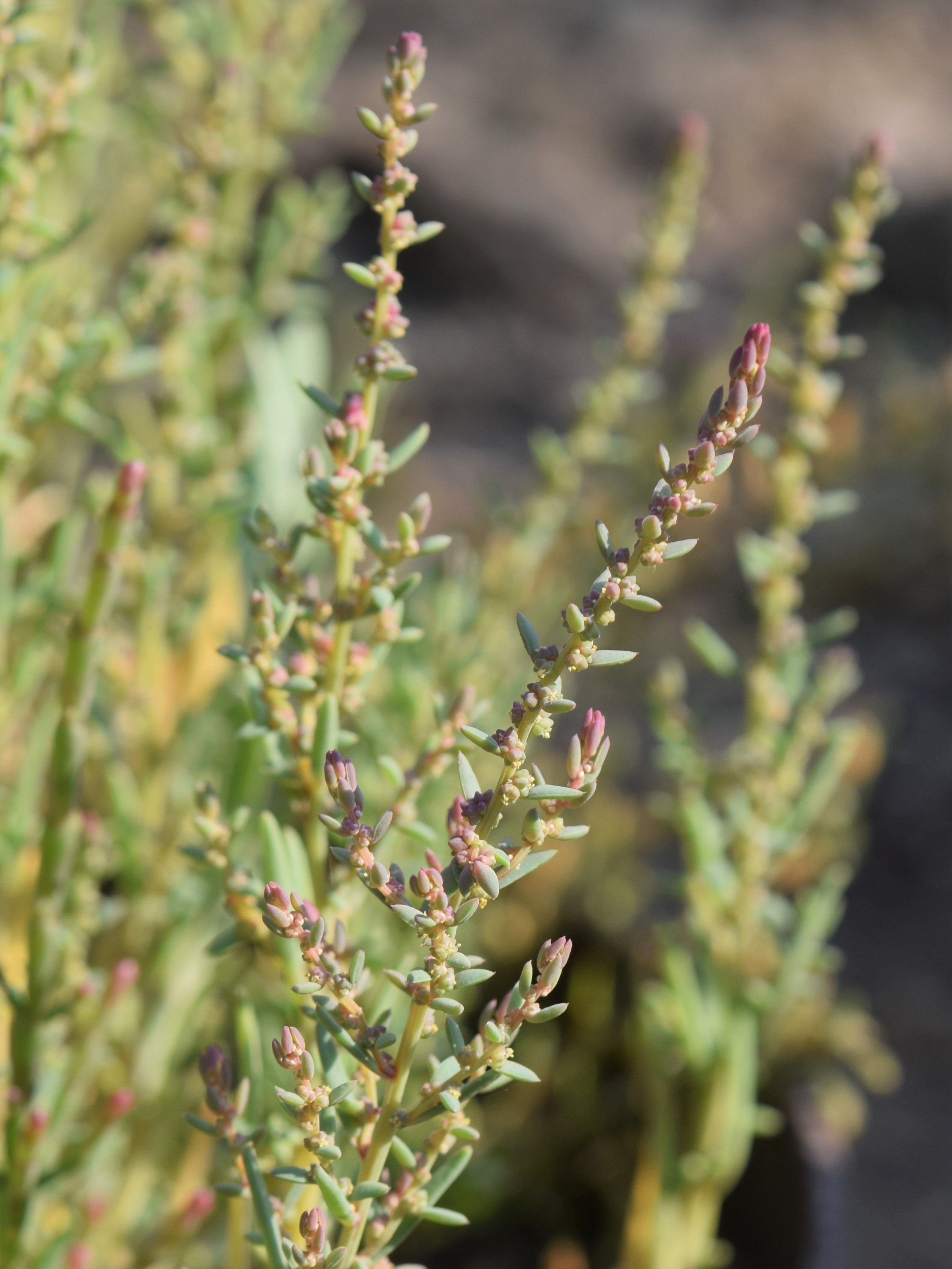
Pędy kwitnące

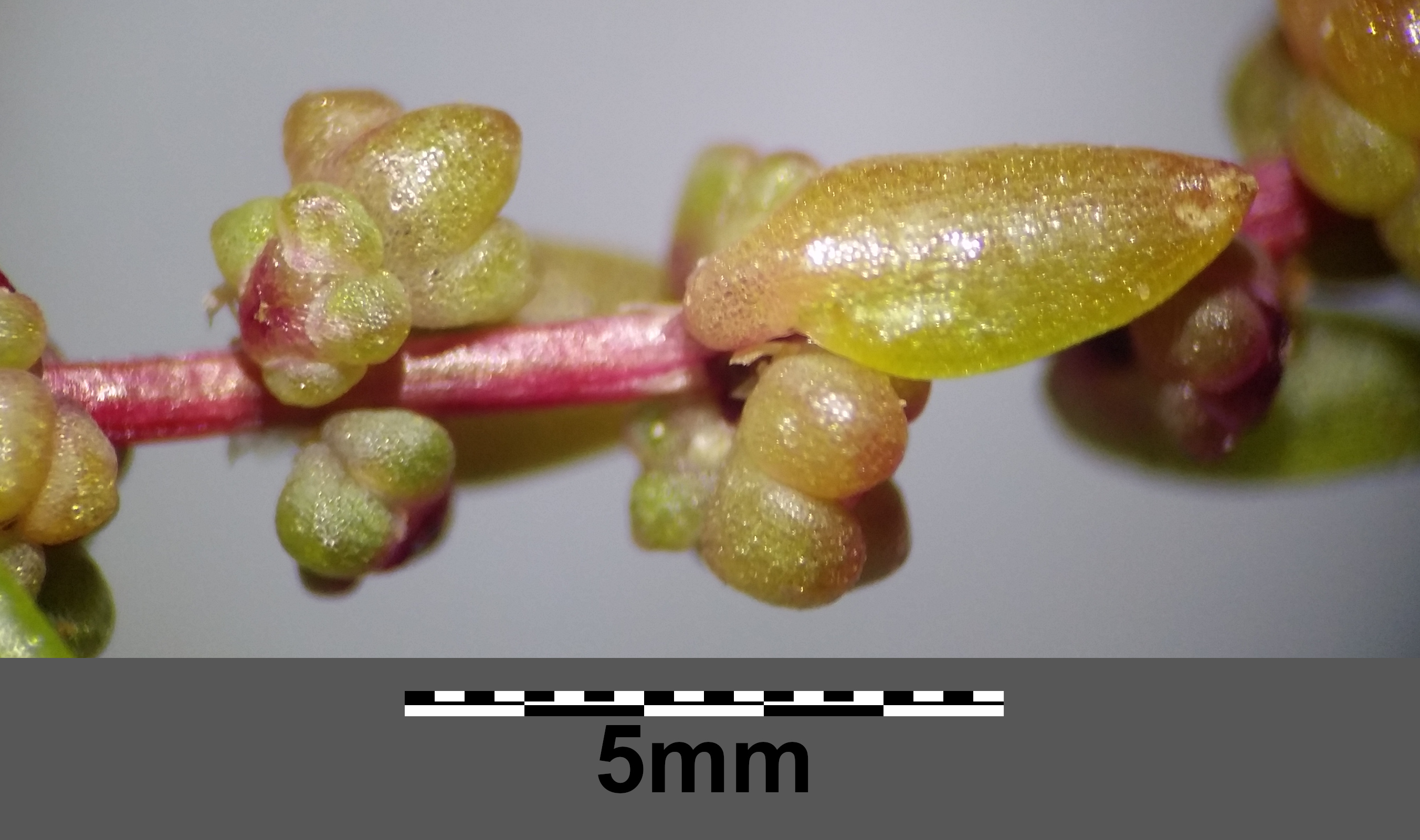
Fragment kwiatostanu

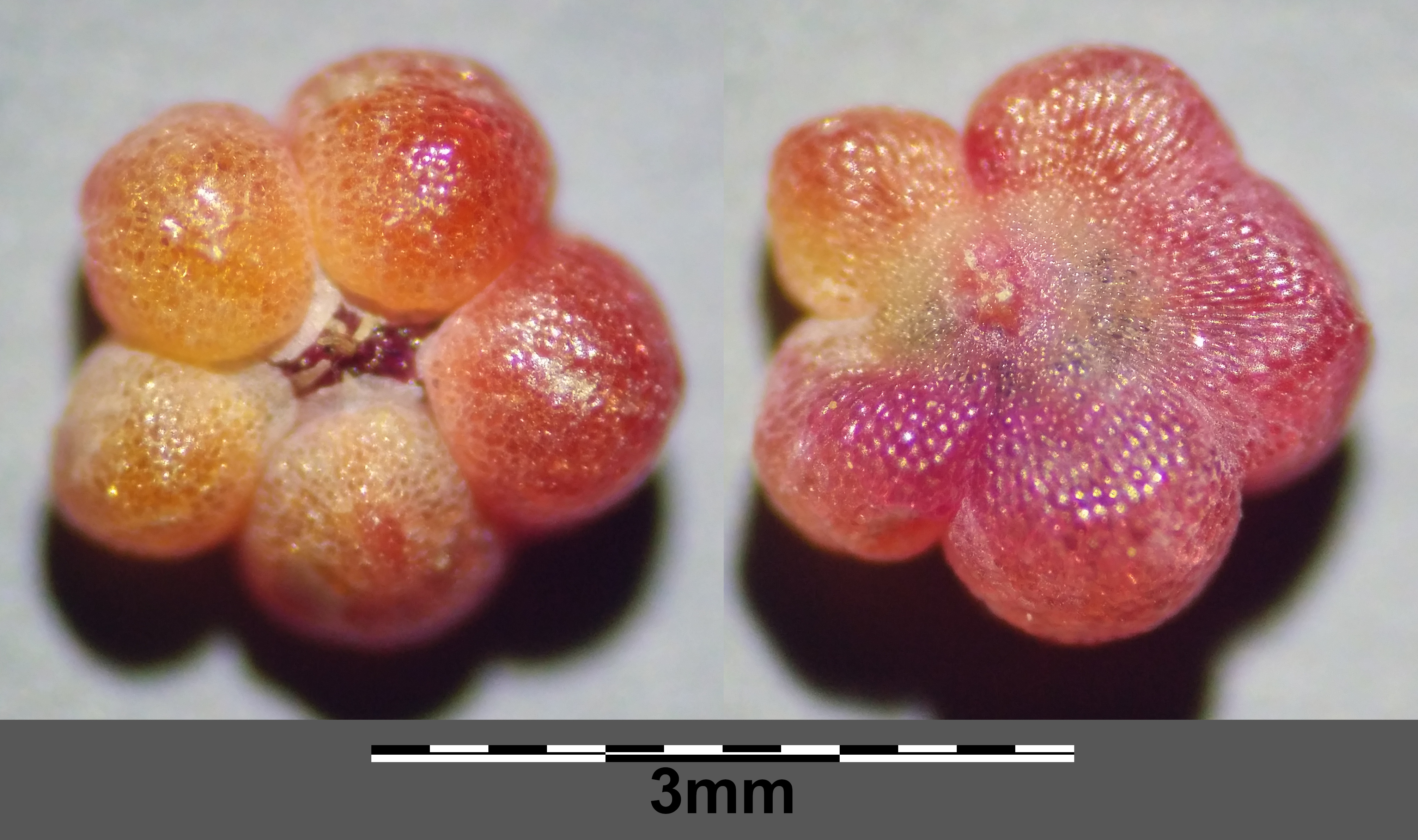
Kwiat

ŁodygaNaga, gałęzista, do 80 cm wysokości.
LiścieMięsiste, równowąskie, od spodu wypukłe, od góry płaskie.
KwiatyZebrane w 3–15 kwiatowe kłębiki umieszczone w kątach liści. Podkwiatki błoniaste.

## Biologia i ekologia
Roślina jednoroczna, bezwzględny halofit. Kwitnie od lipca do września. Gatunek charakterystyczny klasy Thero-Salicornietea. Liczba chromosomów 2n = 36.

## Zagrożenia
Kategorie zagrożenia gatunku:
- Kategoria zagrożenia w Polsce według Czerwonej listy roślin i grzybów Polski (2006)[8]: Ex (wymarły); 2016: RE (wymarły na obszarze Polski)[9].
- Kategoria zagrożenia w Polsce według Polskiej czerwonej księgi roślin (2001, 2014): EX (wymarły)[10].